# (8817) Roytraver
(8817) Roytraver – planetoida z pasa głównego asteroid okrążająca Słońce w ciągu 3 lat i 96 dni w średniej odległości 2,2 au. Została odkryta 13 maja 1985 roku. Przed nadaniem nazwy planetoida nosiła oznaczenie tymczasowe (8817) 1985 JU1.